# Mayana Itoïz
Pour les articles homonymes, voir Itoiz (homonymie).
Mayana Itoïz, née le 30 octobre 1978 à Bayonne, est une illustratrice française d'ouvrages pour la jeunesse, créatrice du personnage du Loup en slip.

## Biographie
Native de Bayonne, Mayana Itoïz étudie pendant cinq ans aux Beaux-Arts de Toulouse et devient enseignante à Châlons-en-Champagne, avant de s'installer à Pau en 2007,.
Elle collabore avec Caroline Pérot, créatrice de la revue mensuelle pour enfants À propos et directrice de la maison d'édition Les P'tits bérets, qui publient ses illustrations dans Le Petit Sapin bleu (2008), Le Dimanche de Monsieur Pervenche (2009) sur un texte de Jeanne Taboni Misérazzi, Mystère en chocolat (2017).
Sur un texte de Christian Desplat, Itoïz illustre une biographie d'Henri IV en 2010 pour les éditions Cairn. Itoïz a également collaboré avec les éditions Fleurus, Auzou et les éditions Talents Hauts. Elle conclut également un contrat avec Danone. Ex-compagne de Wilfrid Lupano, tous deux s'investissent dans un projet humanitaire, The Ink Link, association qui « met en relation des professionnels de la BD et des ONG ». Sur un texte de Pascal Bruckner, elle illustre les maladresses d'un jeune père dans La Boîte à bisous.
Sur un texte de Jean-Pierre Kerloc'h, Itoïz illustre Ça suffit les bisous !, paru en 2016 et qui traite des limites corporelles à travers « le thème des bisous imposés aux enfants », afin de leur enseigner qu'ils peuvent refuser le contact physique avec un adulte.
Le personnage du loup en slip apparaît dans la bande dessinée Les Vieux Fourneaux avant d'être le héros de plusieurs albums jeunesse publiés à partir de 2016. L'artiste explique avoir inventé ce personnage comique pour rassurer son propre enfant, qui avait peur du loup. Lupano et Cauuet, en clin d'œil, glissent dans la série des Vieux fourneaux des allusions au « théâtre du loup en slip » animé par le personnage de Sophie. La série sur le Loup en slip est publiée comme œuvre dérivée des Vieux fourneaux. Les albums tiennent à la fois de la bande dessinée et du livre illustré. Les albums ont vocation à aborder, sous un angle ludique, certains sujets de société (l'exploitation économique des peurs, la solidarité face aux personnes sans-abri, la différence et le handicap...), sans rôles de « gentils » ni de « méchants ». Les aventures du Loup en slip rencontrent un bon succès public : fin 2018, les ventes cumulées des deux premiers volumes représentent 110 000 exemplaires.
En parallèle, Itoïz poursuit les collaborations pour d'autres ouvrages jeunesse, comme Maman, dont elle réalise les textes et dessins. En 2022, elle agit pour la première fois en auteur complet de bande dessinée pour le roman graphique Léo en petits morceaux (Dargaud).

## Œuvres
Sauf mention contraire, Mayana Itoïz est illustratrice.
- Le petit sapin bleu, texte de Danièle Siegler, éd. Les P'tits bérets, 2008  (ISBN 978-2-918194-10-1) (BNF 42399151) ; réédition :  (ISBN 978-2-918194-00-2) (BNF 41391401)
- Le dimanche de monsieur Pervenche, texte de Jeanne Taboni Misérazzi, éd. Les P'tits bérets, 2009  (ISBN 9782918194095) (BNF 42024308) - réédition :  (ISBN 978-2-918194-93-4) (BNF 45227801)
- Cherche et trouve : les contes comme les enfants ne les ont jamais vus !, éd. Auzou, 2010  (ISBN 978-2-7338-1411-6) (BNF 42493325) - réédition :  (ISBN 978-2-7338-1734-6) (BNF 43736760)
- Henri IV, roi de la paix, texte de Christian Desplat, éd. Cairn (Pau), 2010  (ISBN 978-2-35068-170-2) (BNF 42206836) ; réédition : Raconte-moi Henry IV : roi de la paix, texte de Christian Desplat, éd. Cairn, coll. Raconte-moi, 2016  (ISBN 978-2-35068-442-0) (BNF 45158624)
- Philo mène la danse, texte de Séverine Vidal, éditions Talents Hauts, coll. Livres et égaux, 2010  (ISBN 978-2916238722) (BNF 42168500) ;  (ISBN 978-2-36266-128-0) (BNF 44312848)
- 24 histoires pour attendre Noël avec les petits, textes de Sylvie de Mathuisieulx, éd. Fleurus, 2011  (ISBN 978-2-215-09844-7) (BNF 42546076)
- Abeba et le roi vorace, textes d'Agnès Laroche, éd. Talents hauts, coll. Livres et égaux, 2011  (ISBN 978-2-36266-009-2) (BNF 42395971)
- Ma classe de A à Z, avec Coralie Saudo, éd. Les P'tits bérets, 2011  (ISBN 978-2-918194-11-8) (BNF 42534803)
- Pinocchio, éd. Auzou, 2011  (ISBN 978-2-7338-1579-3) (BNF 43751455)
- Raconte-moi le Pays basque, texte de Béatrice Leroy, éd. Cairn (Pau), 2011  (ISBN 978-2-35068-224-2) (BNF 42550370)
- À vol d'oiseau, texte collectif, éditions Talents Hauts, coll. Des livres pour les filles et pour les garçons, 2012  (ISBN 978-2-362-66048-1) (BNF 42630400)
- La Terre, la vie, l'Univers, texte de Jean-Baptiste de Panafieu, éd. Milan, coll. Mes p'tites questions, 2012  (ISBN 978-2-7459-5692-7) (BNF 42627025)
- Le Vilain Petit Canard, éd. Fleurus, coll. Raconte petite marionnette, 2012  (ISBN 978-2-215-11762-9) (BNF 42661589)
- Le Grimoire de la princesse, texte de Maryvonne Rippert, éd. Fleurus, 2013 (BNF 43686116)
- Madame la flemme, éd. Glénat, coll. P'tit Glénat / Vitamine, 2014  (ISBN 978-2-344-00465-4) (BNF 44221563)
- Mon monde de 1 à 1000  et bien plus encore, texte de Coralie Saudo, éd. Les P'tits bérets, coll. Sur la pointe des pieds, 2014  (ISBN 978-2-918194-39-2) (BNF 43869662)
- La boîte à bisous, texte de Pascal Bruckner, éd. Glénat, coll. P'tit Glénat / Vitamine, 2015  (ISBN 978-2-344-01007-5) (BNF 44416560)
- Ça suffit les bisous !, texte de Jean-Pierre Kerloc'h, éd. Glénat, coll. P'tit Glénat / Vitamine, 2016  (ISBN 978-2-344-01799-9) (BNF 45147449)
- Maman, Seuil Jeunesse, 2017  (ISBN 979-10-235-0765-2) (BNF 45266106)
- Mystère en chocolat, texte de Caroline Pérot, éd. Les P'tits bérets, 2017  (ISBN 978-2-918194-91-0) (BNF 45261287)
- Papa est à moi !, texte d'Ilan Brenman, traduit par Dorothée de Bruchard, éd. Glénat, coll. P'tit Glénat / Vitamine, 2017  (ISBN 978-2-344-02267-2) (BNF 45361073)
- La vache de la brique de lait, avec Sophie Adriansen, éd. Frimousse, 2017  (ISBN 978-2-35241-314-1) (BNF 45322853)
- Léo en petits morceaux (scénario, dessin et couleurs), éd. Dargaud, 2022  (ISBN 9782505082804)

### Le Loup en slip
1. Le Loup en slip, scénario de Wilfrid Lupano, dessin de Mayana Itoïz et Paul Cauuet, couleurs de Mayana Itoïz, novembre 2016  (ISBN 978-2-505-06720-7) (BNF 45155285)
2. ...se les gèle méchamment, scénario de Wilfrid Lupano, dessin et couleurs de Mayana Itoïz, novembre 2017  (ISBN 978-2-505-07040-5) (BNF 45383498)
3. Slip hip hip !, scénario de Wilfrid Lupano, dessin et couleurs de Mayana Itoïz, novembre 2018  (ISBN 978-2-505-07142-6)
4. N'en fiche pas une, scénario de Wilfrid Lupano, dessin et couleurs de Mayana Itoïz, novembre 2019  (ISBN 978-2-505-07532-5)
5. Passe un froc, scénario de Wilfrid Lupano, dessin et couleurs de Mayana Itoïz, novembre 2020  (ISBN 978-2-505-08337-5)
6. Dans cache-noisettes,  scénario de Wilfrid Lupano, dessin et couleurs de Mayana Itoïz, novembre 2021  (ISBN 9782505089490)
7. S'arrache,  scénario de Wilfrid Lupano, dessin et couleurs de Mayana Itoïz, novembre 2022  (ISBN 9782505114000)

- Hors-série : Cahier d'activités et jeux idiots, scénario de Wilfrid Lupano, dessin et couleurs de Mayana Itoïz, novembre 2018  (ISBN 978-2-505-07146-4)

### Documentation
- MBD, « Le péril vieux récidive. Une BD qui a du slip », Sud Ouest,‎ 18 novembre 2018.
- Mayana Itoïz (interviewée) et Philippe Peter, « Le loup en slip : Loup, qui es-tu ? », dBD, no 128,‎ novembre 2018, p. 88-91.
- Sophie Gindensperger, « Le Loup en slip #2 », sur BoDoï, 23 novembre 2017.
- Benjamin Roure, « BD pour enfants : un pot de peinture, un cimetière et un slip », Télérama,‎ 3 décembre 2018 (lire en ligne).
- Laurence Bertels, « Dans la forêt des sans-abri », La Libre Belgique,‎ 27 novembre 2017.
- « Loup frileux et grognon en caleçon », Metro,‎ 20 novembre 2017.
- Philippe Muri, « Loup, y es-tu? Que fais-tu? », Tribune de Genève,‎ 19 novembre 2016.
- « La fabuleuse histoire d'un loup en slibard », Metro (Bruxelles),‎ 22 novembre 2016.
- « Drôle. Faut-il vraiment avoir peur du loup ? », 24 Heures,‎ 4 décembre 2016.
- Nicolas Rebière, « Du loup et du flip », Sud Ouest,‎ 8 janvier 2017.
- Jean-Samuel Kriegk, « Découvrez un ouvrage jeunesse à mettre entre les mains de tous ceux qui crient au loup », HuffPost,‎ 21 janvier 2017.
- Thomas des Perhade, « Le loup en slip. Tome III : Slip hip hip ! », Le Télégramme,‎ 25 février 2019 (lire en ligne).